# Mechouar Kasbah
Mechouar Kasbah (en àrab المشور القصبة, al-Mixwār al-Qaṣba; en amazic ⵎⵉⵛⵡⴰⵔ ⵇⴰⵚⴱⴰ) és un municipi de la prefectura de Marràqueix, a la regió de Marràqueix-Safi, al Marroc. Segons el cens de 2014 tenia una població total de 16.860 persones.